# Bristol (Virgínia)
Bristol é uma cidade independente localizada no estado americano de Virgínia. A sua área é de 34,1 km², sua população é de 17 367 habitantes, e sua densidade populacional é de 519,8 hab/km² (segundo o censo americano de 2000).